# RDC 55/2010
A RDC 55/2010 é uma resolução brasileira publicada pela ANVISA datada de  16 de dezembro de 2010. O objetivo desta resolução é, de acordo com seu artigo primeiro:
"estabelecer os requisitos mínimos para o registro de produtos biológicos novos e produtos biológicos no país, visando garantir a qualidade, segurança e eficácia destes medicamentos."
A norma é importante no processo de registro de medicamentos biológicos, como vacinas e anticorpos monoclonais. 